# PressReader
PressReader (bis 2014 NewspaperDirect) ist ein Online-Anbieter digitaler Zeitungen und Magazine. Die Website bietet die Inhalte von etwa 7000 Zeitungen und Magazinen in 60 Sprachen an. Mit einem monatlichen Beitrag von 29,99 US-$ kann auf alle Produkte zugegriffen werden. 2017 hatte das Unternehmen einen Umsatz von 28,4 Mio. US-$ und 2019 mehr als 500 Mitarbeiter.

## Entwicklung
Die Firma wurde 1999 vom Russen Anatoly Karachinsky (Inhaber der Firma Information Business Systems –IBS) mit Hilfe von Privatinvestoren sowie durch Unterstützung der World Wide Web- und Osteuropaexpertin Esther Dyson unter dem Namen NewspaperDirect gegründet.
NewspaperDirect begann als Druckservice für ausländische Zeitungen mit Sitz in Richmond, Kanada. Es wurden Rechte zum Druck einer bestimmten Anzahl von Zeitungen erworben. Mit dafür entwickelter Software wurden Zeitungen vom herkömmlichen Broadsheet-Format auf ein ausdruckbares DIN A3-PDF-Format komprimiert, um die Vorlagen in Zeitungskiosken bzw. Druckerstationen zum Verkauf anbieten lassen zu können. Der Dienst wurde ursprünglich von zahlreichen indischen Zeitungen in Anspruch genommen, darunter auch die The Times of India, The Economic Times und Dinamani.
2003 erschien der Onlinedienst, und damit das seitdem gültige Konzept. 2013 erhielt der Dienst den Namen PressReader. 2017 eröffnete er ein Büro in der irischen Hauptstadt Dublin. 2017 begann das Unternehmen eine Zusammenarbeit mit der Fluggesellschaft Cathay Pacific, um deren Flugpassagieren Zugang zu digitalen Pressematerial zu geben.  Im Mai 2019 hatte PressReader 12 Millionen monatlich aktive Benutzer.
Im August 2019 erwarb das Unternehmen News360, den Hersteller der personalisierten News360-Nachrichten-App und von NativeAI, einem Produkt für Nachrichtenverlage.